# Parastyrax
Parastyrax é um género botânico pertencente à família Styracaceae.